# 鹿林彗星
鹿林彗星（英語: Comet Lulin、仮符号：C/2007 N3）は長周期彗星。中国語の発音からルーリン彗星と表記されることもある。鹿林天文台の葉泉志と林啓生によって発見された。2009年2月24日に地球から0.411 auにまで接近し、見かけの等級は5等に到達した。彗星は地球から見て2009年2月23日に土星とほぼ同じ方向に位置し、2月末にはしし座のレグルス付近をかに座の方向へ移動していった。2月6日にてんびん座アルファ星、2月15日から16日にかけておとめ座のスピカの近くを通過し、2月20日におとめ座ガンマ星とおとめ座イータ星の近くを、そして3月6日ごろにプレセペ星団の近くを通過した。また3月14日には惑星状星雲であるエスキモー星雲の近くを、3月17日には二重星ふたご座デルタ星のあたりを通過した。NASAによると、鹿林彗星は真空に近い状態で太陽光が照射された時に核から放出された二原子炭素C2、シアンラジカルCNなどにより緑色に見える。2009年1月28日にNASAの宇宙望遠鏡であるスウィフトが鹿林彗星を観測したときには、毎秒約800米ガロン (3,000 l)にも及ぶ水が流れていた。また、鹿林彗星にはメタノールが多く含まれている。

## 発見
この彗星は2007年7月11日に台湾南投県の鹿林天文台において、口径0.41 mの望遠鏡を使って林啓生によってその姿がはじめて撮影された。しかし林の撮影した3枚の写真から新しい天体を発見したのは中華人民共和国の中山大学の19歳の学生であった叶泉志（葉泉志）であった。
当初は18.9等級の小惑星と考えられたが、発見の約1週間後にあたる7月17日に口径0.61 mの望遠鏡で撮影された画像により、数秒角ほど彗星のコマが広がっていることが明らかになった。
この発見は太陽系小天体、特に地球近傍天体を特定する鹿林スカイサーベイというサーベイ観測の中でなされた。彗星は天文台にちなみ鹿林彗星と命名された。仮符号はC/2007 N3である。

## 軌道
スミソニアン天体物理観測所の天文学者ブライアン・マースデンは、鹿林彗星が2009年1月10日に近日点に達したと計算した。距離は太陽から約1億8200万 kmと求めた。
マースデンによれば、鹿林彗星の軌道はほとんど放物線軌道に近い軌道離心率の大きい楕円軌道である。近日点通過前日の2009年1月9日時点での軌道離心率は0.99998であった。軌道傾斜角は約178.4 °であり、黄道面から少し傾いた軌道を逆行している。
先述のとおりこの彗星は離心率がほぼ1の楕円軌道をとっており、このような天体の場合は太陽を中心とする座標よりも太陽系の重心を中心とする座標のほうがより安定して軌道を求められることが分かっている。JPL Horizons On-Line Ephemeris Systemの計算によると、近日点を通過するより前は離心率が0.99996で公転周期が約575万年、通過した後は離心率が0.998996で公転周期が約4万2000年となる。

## 尾の分裂
2009年2月4日、イタリアのErnesto Guidoらは、ニューメキシコで遠隔操作により制御された望遠鏡を使用して鹿林彗星の写真を撮影し、尾が分裂する現象を観測した。彼らの観測によると、彗星の尾のうちイオンの尾（タイプIの尾）が分裂していたという。
このように尾が分裂する現象はdisconnection eventと呼ばれるが、その詳細な仕組みは明らかになっていない。現段階では彗星の磁場とコロナ質量放出による磁場が衝突し、磁気リコネクションを起こしたためと考えられている。この現象はエンケ彗星でも同様に2007年に確認されている。